# Margattea carinata
Margattea carinata es una especie de cucaracha del género Margattea, familia Ectobiidae. Fue descrita científicamente por Princis en 1963.
Habita en Guinea.